# ISD-Lampre Continental/Saison 2011
Dieser Artikel listet Erfolge und Mannschaft des Radsportteams ISD-Lampre Continental in der Saison 2011 auf.

## Erfolge in der Europe Tour
| Datum     | Rennen                          | Kat. | Fahrer              |
| --------- | ------------------------------- | ---- | ------------------- |
| 17. April | Grand Prix of Donetsk           | 1.2  | Jurij Agarkow       |
| 21. April | 2. Etappe Grand Prix of Adygeya | 2.2  | Olexandr Martynenko |
| 24. April | 5. Etappe Grand Prix of Adygeya | 2.2  | Olexandr Martynenko |
| 2. Mai    | Grand Prix of Moscow            | 1.2  | Olexandr Martynenko |
| 7. Juli   | 2. Etappe Sibiu Cycling Tour    | 2.2  | Maxym Wassiljew     |

## Abgänge – Zugänge
| Zugänge           | Team 2010 | Abgänge             | Team 2011                    |
| ----------------- | --------- | ------------------- | ---------------------------- |
| Dmytro Hrabowskyj | ISD-Neri  | Denis Flahaut       | Roubaix Lille Métropole      |
|                   |           | Indulis Bekmanis    | Vélo-Club La Pomme Marseille |
|                   |           | Igor Abakoumov      | Unbekannt                    |
|                   |           | Jehor Dementjew     | Unbekannt                    |
|                   |           | Rostislaw Mychajlow | Unbekannt                    |
|                   |           | Maxym Polischtschuk | Unbekannt                    |
|                   |           | Iwan Pylypenko      | Unbekannt                    |
|                   |           | Wolodymyr Rybin     | Unbekannt                    |
|                   |           | Aljaksandr Ussau    | Unbekannt                    |

## Mannschaft
| Name                | Geburtstag         | Nationalität |
| ------------------- | ------------------ | ------------ |
| Jurij Agarkow       | 8. Januar 1987     | Ukraine      |
| Dmytro Hrabowskyj   | 30. September 1985 | Ukraine      |
| Denys Karnulin      | 18. August 1990    | Ukraine      |
| Olexandr Martynenko | 22. Juli 1989      | Ukraine      |
| Anatolij Pachtussow | 17. April 1985     | Ukraine      |
| Witalij Popkow      | 16. Juni 1983      | Ukraine      |
| Olexandr Scheydyk   | 13. September 1980 | Ukraine      |
| Artjom Toptschanjuk | 27. Januar 1989    | Ukraine      |
| Maxym Wassiljew     | 14. April 1990     | Ukraine      |

## Platzierungen in UCI-Ranglisten
UCI Asia Tour 2011
|      | Fahrer              | Punkte |
| ---- | ------------------- | ------ |
| 133. | Artjom Toptschanjuk | 19     |

UCI Europe Tour 2011
|      | Fahrer              | Punkte |
| ---- | ------------------- | ------ |
| 68.  | Olexandr Scheydyk   | 163    |
| 155. | Anatolij Pachtussow | 96     |
| 232. | Olexandr Martynenko | 67     |
| 320. | Artjom Toptschanjuk | 49     |
| 352. | Jurij Agarkow       | 45     |
| 556. | Maxym Wassiljew     | 25     |
| 581. | Witalij Popkow      | 23     |